# ビスタラ
ビスタラ（英語: Vistara）は、かつて存在したインドのデリーを拠点に置く航空会社である。

## 概要
2014年、インドの大手財閥タタ・グループとシンガポール航空との共同出資で TATA SIA Airlines Limited. が設立された。同年の10月より運航を開始する予定でだったが、延期になり2015年1月9日より運航を開始することになった。
運航ブランドはサンスクリット語で「無限の広がり」を意味するVistaarから名付けられた。
日本航空との間でコードシェアの実施とマイレージの提携を2017年に発表し、同社国内線と成田～デリー線、ビスタラのインド国内線がコードシェア対象となる。さらにJAL・ビスタラ2社間のラウンジ相互利用などについても検討が進められ、2019年2月28日からデリー発着インド国内7路線でコードシェアを開始した。
広告にはボリウッド女優のディーピカー・パードゥコーンを起用、高級感を演出して競合のエア・インディアにサービスの面で差をつけようとしている。
2020年2月28日、国土交通省より外国人国際航空運送事業の経営許可を取得、シンガポール航空、シルクエア、日本航空のコードシェア便として運航する。
2024年1月8日、ビスタラのCEOは、エア・インディアへの合併に関するすべての規制当局の認可が2024年半ばまでに完了し、事業の統合が2025年半ばまでに完了すると予想。
2024年8月30日、ビスタラは9月3日から新規予約の受付を停止し、2024年11月12日にエア・インディアと合併すると発表。合併は11月12日に完了し、運行停止した。

## 保有機材
2022年1月現在
| 機材名            | 受領済 | 発注済 | 座席数 | 特記                   |
| ----------------- | ------ | ------ | ------ | ---------------------- |
| エアバスA320      | 6      | —      | 158    |                        |
| エアバスA320neo   | 34     | 21     | 158    |                        |
| エアバスA321neo   | 4      | 21     | 188    | リース予定のものも含む |
| ボーイング737-800 | 5      | —      | 168    |                        |
| ボーイング787-9   | 2      | 5      | 299    |                        |
| Total             | 51     | 56     |        |                        |

## 就航都市
| ビスタラ 就航都市 (2021年9月現在)  | ビスタラ 就航都市 (2021年9月現在) | ビスタラ 就航都市 (2021年9月現在)                  | ビスタラ 就航都市 (2021年9月現在) |
| ---------------------------------- | --------------------------------- | -------------------------------------------------- | --------------------------------- |
| 州・国名                           | 都市                              | 空港名                                             | 特記                              |
| インド 国内線                      |                                   |                                                    |                                   |
| デリー首都圏                       | デリー                            | インディラ・ガンディー国際空港                     | ハブ空港                          |
| アッサム州                         | グワーハーティー                  | ロクプリヤ・ ゴピナート・ボルドロイ国際空港        | —                                 |
| チャンディーガル連邦直轄領         | チャンディーガル                  | チャンディーガル空港                               | —                                 |
| ゴア州                             | ゴア                              | ダボリム空港                                       | —                                 |
| グジャラート州                     | アフマダーバード                  | サルダール・ヴァッラブバーイー・パテール国際空港   | —                                 |
| ジャンムー・カシミール州           | ジャンムー                        | ジャンムー空港                                     | —                                 |
| ジャンムー・カシミール州           | レー                              | クショク・バクラ・リンポチェ空港                   | —                                 |
| ジャンムー・カシミール州           | シュリーナガル                    | シュリーナガル空港                                 | —                                 |
| ジャールカンド州                   | ラーンチー                        | ブリサムンダ空港                                   | —                                 |
| カルナータカ州                     | ベンガルール                      | ケンペゴウダ国際空港                               | —                                 |
| ケーララ州                         | コーチ                            | コーチ国際空港                                     | —                                 |
| マハーラーシュトラ州               | ムンバイ                          | チャトラパティ・シヴァージー国際空港               | —                                 |
| マハーラーシュトラ州               | プネー                            | プネー国際空港                                     | —                                 |
| オリッサ州                         | ブヴァネーシュヴァル              | ビジュー・パトナイク国際空港                       | —                                 |
| パンジャーブ州                     | アムリトサル                      | シュリー・グル・ラーム・ダース・ジー国際空港       | —                                 |
| タミル・ナードゥ州                 | チェンナイ                        | チェンナイ国際空港                                 | —                                 |
| テランガーナ州                     | ハイデラバード                    | ラジーヴ・ガンディー国際空港                       | —                                 |
| ウッタル・プラデーシュ州           | ラクナウ                          | チョードリー・チャラン・シン空港                   | —                                 |
| ウッタル・プラデーシュ州           | ヴァーラーナシー                  | ラール・バハードゥル・シャーストリー空港           | —                                 |
| 西ベンガル州                       | シリグリ（バグドグラ）            | バグドグラ空港                                     | —                                 |
| 西ベンガル州                       | コルカタ                          | ネータージー・スバース・チャンドラ・ボース国際空港 | —                                 |
| アンダマン・ニコバル諸島連邦直轄領 | ポートブレア                      | ビアー・サバーカー国際空港                         | —                                 |
| 国際線                             |                                   |                                                    |                                   |
| シンガポール                       | シンガポール                      | チャンギ国際空港                                   |                                   |
| イギリス                           | ロンドン                          | ヒースロー国際空港                                 |                                   |
| ドイツ                             | フランクフルト                    | フランクフルト国際空港                             |                                   |
| フランス                           | パリ                              | シャルルドゴール国際空港                           |                                   |
| スリランカ                         | コロンボ                          | バンダラナイケ国際空港                             |                                   |
| ネパール                           | カトマンズ                        | トリブバン国際空港                                 |                                   |
| サウジアラビア                     | ジッダ                            | キング・アブドゥルアズィーズ国際空港               |                                   |
| サウジアラビア                     | ダンマーム                        | キング・ファハド国際空港                           |                                   |
| カタール                           | ドーハ                            | ドーハ国際空港                                     |                                   |
| タイ                               | バンコク                          | スワンナプーム国際空港                             |                                   |
| アラブ首長国連邦                   | ドバイ                            | ドバイ国際空港                                     |                                   |
| アラブ首長国連邦                   | アブダビ                          | アブダビ国際空港                                   |                                   |
| オマーン                           | マスカット                        | マスカット国際空港                                 |                                   |
| モーリシャス                       | ポートルイス                      | サー・シウサガル・ラングーラム国際空港             |                                   |
| バングラデシュ                     | ダッカ                            | ハズラット・シャージャラール国際空港               |                                   |
| モルディブ                         | マレ                              | ヴェラナ国際空港                                   |                                   |
| インドネシア                       | バリ                              | ングラ・ライ国際空港                               |                                   |
| 香港                               | 香港                              | 香港国際空港                                       |                                   |
| 運休・廃止路線                     |                                   |                                                    |                                   |
| 日本                               | 東京                              | 東京国際空港                                       | 運航終了                          |
|                                    |                                   |                                                    |                                   |

インド国内からアメリカやヨーロッパ各国への就航を検討している。

## 提携航空会社
コードシェア提携
- ブリティッシュ・エアウェイズ
- 日本航空
- ルフトハンザドイツ航空
- シンガポール航空
- ユナイテッド航空

## サービス

### 座席
エコノミークラスとプレミアムエコノミーおよびビジネスクラスが設定されている。

### マイレージプログラム
Club Vistaraという名でマイレージサービスを提供している。シルクエアー、シンガポール航空、ユナイテッド航空と提携している。